# Lenín Moreno
Lenín Boltaire Moreno Garcés (phát âm tiếng Tây Ban Nha: [leˈnin bolˈtai̯ɾe moˈɾeno ɣaɾˈses]; sinh ngày 19 tháng 3 năm 1953) là một chính trị gia Ecuador và là cựu Tổng thống Ecuador, chức vụ ông bắt đầu từ tháng 5 năm 2017. Moreno là Phó Tổng thống từ năm 2007 đến 2013, phục vụ dưới thời tổng thống Rafael Correa.
Ông được đề cử làm ứng cử viên cho Liên minh PAIS của Correa,xã hội chủ nghĩa dân chủ, trung tả Đảng chính trị,
trong bầu cử tổng thống 2017 và giành chiến thắng sít sao ở vòng bầu cử thứ hai vào ngày 2 tháng 4 năm 2017. Tuy nhiên, sau cuộc bầu cử của ông, Moreno đã thay đổi lập trường chính trị, tránh xa di sản cánh tả của Correa và làm cho neoliberal thay đổi cả chính sách đối nội và đối ngoại.
Moreno bị bắn vào năm 1998 trong một vụ cướp và sau đó đã sử dụng xe lăn. Vì sự ủng hộ của anh ấy dành cho người khuyết tật, ông đã được đề cử cho Giải Nobel Hòa bình 2012. Khi nhậm chức vào ngày 24 tháng 5 năm 2017, Moreno trở thành thế giới hiện chỉ phục vụ nguyên thủ quốc gia sử dụng xe lăn.